# Boris Kramorenko
Boris Kramorenko, född den 1 november 1955 i Asjchabad, Turkmenistan, är en sovjetisk brottare som tog OS-brons i fjäderviktsbrottning i den grekisk-romerska klassen 1980 i Moskva. 